# Дедовіца-Веке
Дедовіца-Веке (рум. Dedovița Veche) — село у повіті Мехедінць в Румунії. Входить до складу комуни Шиміан.
Село розташоване на відстані 264 км на захід від Бухареста, 9 км на схід від Дробета-Турну-Северина, 89 км на північний захід від Крайови.

## Населення
За даними перепису населення 2002 року у селі проживали 120 осіб, усі — румуни. Усі жителі села рідною мовою назвали румунську.